# Anastásia da Grécia e Dinamarca
Anastásia da Grécia e Dinamarca (nascida Nonie "Nancy" May Stewart Worthington Leeds; 20 de janeiro de 1878 - 29 de agosto de 1923) foi uma rica herdeira norte-americana e esposa do príncipe  Cristóvão da Grécia e Dinamarca, o filho mais novo do rei Jorge I da Grécia.

## Biografia
Nascida em 20 de janeiro de 1878 em Zanesville, Ohio, Nonie Mae Stewart era filha do rico empresário William Charles Stewart e de sua esposa Mary Holden, casados desde 11 de dezembro de 1874. Em família era conhecida como Nancy. Em 1880, a família mudou-se para Cleveland. Logo após a mudança, a mãe de Noni morreu e seu pai se casou novamente. Nancy foi educada em casa até ser enviada para a Miss Porter's School em Farmington, Connecticut. Após a formatura, ela começou a frequentar a alta sociedade.
Em 1 de outubro de 1894, em Cleveland, Nancy casou-se com George Eli Worthington (1872–1950), filho de Ralph Worthington, um dos principal industriais da cidade. A certidão de casamento apontava o ano de nascimento de Noni como sendo em 1876, pois a noiva tinha apenas dezesseis anos e a legislação de Ohio proibia casamentos de mulheres menores de dezoito anos. O casal não teve filhos e acabou por se divorciar em 23 de março de 1899, com Noni voltando a residir com o pai e a madrasta.
Em 3 de agosto de 1900, ela casou-se pela segunda vez com William Leeds (1861–1908), um magnata do aço, também divorciado. Na época, a fortuna de Leeds era estimada em 35 milhões de dólares. O casal teve um filho:
- William Bateman Leeds (1902–1971), casado com a princesa Xenia Georgievna da Rússia em 1921, com descendência; divorciado em 1930.

William Leeds morreu em 1908 em Paris, deixando toda a sua fortuna à esposa.
Viúva aos trinta anos, Nancy mudou-se para a Europa, fixando residência em Londres. A jovem viúva frequentava os mais altos círculos da sociedade londrina. Ela era cliente regular da joalheria Cartier e começou a colecionar móveis e obras de arte.

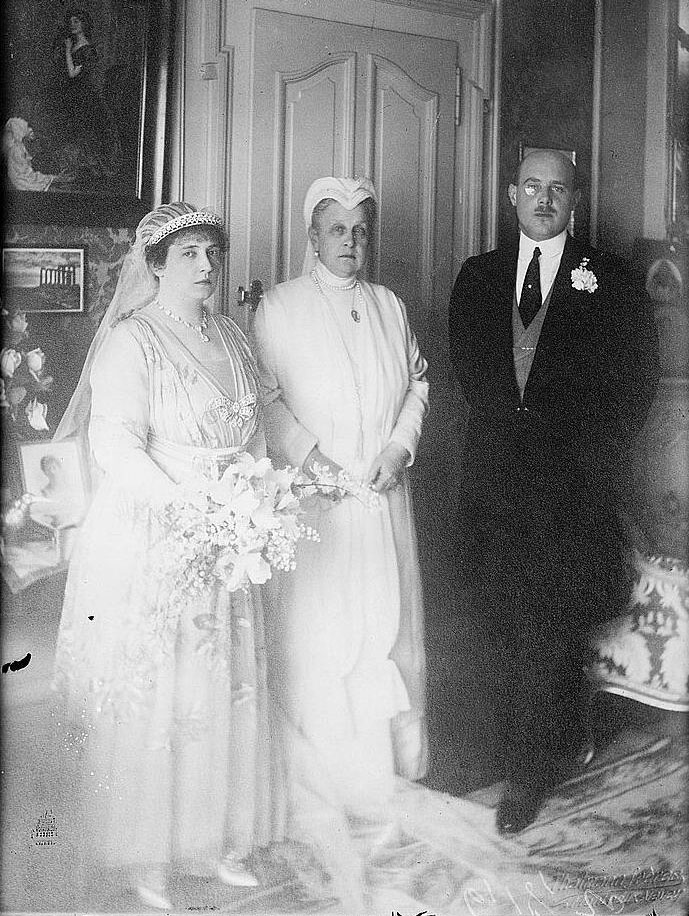
Nacy e o príncipe Cristóvão e a sua mãe a rainha Olga da Grécia em seu casamento em 1920

Em 1914, em Biarritz, ela conheceu seu futuro terceiro marido, o príncipe Cristóvão da Grécia e Dinamarca (1888–1940), o filho mais novo do rei Jorge I da Grécia, dez anos mais novo que ela. O príncipe escreveu em suas memórias que conheceu a Sra. Leeds e decidiu casar-se com ela imediatamente, sem qualquer hesitação.
Ainda em 1914, o relacionamento deles tornou-se público. O casamento foi adiado devido a desaprovação da família real grega de um casamento entre príncipe e uma plebeia norte-americana que já havia sido casada duas vezes. Após a Primeira Guerra Mundial, quando da abolição da monarquia  na Grécia e consequente exílio da família real, o dinheiro de Nancy custeou os gastos dos parentes do príncipe. Depois disso, a família real grega consentiu com a união. O casamento ortodoxo ocorreu em 1 de fevereiro de 1920 em Vevey, na Suíça, seis anos após o primeiro encontro. Quatro dias após o casamento, Nancy converteu-se oficialmente à Ortodoxia Grega, assumindo o nome de Anastásia. Ela recebeu o título de "Sua Alteza Real, a Princesa Anastásia da Grécia e Dinamarca" do rei Alexandre. Ela continuou a aparecer na imprensa norte-americana, onde foi listada como uma American dollar princess (Princesa do Dólar Americano). O casal morava em Londres e participava ativamente da vida social da capital.
Pouco após seu casamento com Cristóvão, Anastásia foi diagnosticada com câncer. Ela morreu três anos depois na Spencer House. De acordo com seu testamento, o corpo dela foi devolvido aos Estados Unidos e enterrado no Cemitério de Woodlawn, em Nova Iorque, ao lado de seus pais. Toda a herança da falecida princesa foi dividida entre seu filho e seu marido.